# August Ferdinand Möbius
Augustus Ferdinand Möbius (Schulpforte (Keurvorstendom Saksen), 17 november 1790 – Leipzig, 26 september 1868) was een Duitse wiskundige en astronoom.

## Werk
Möbius is vooral bekend door zijn ontdekking van de naar hem genoemde Möbiusband: een tweedimensionaal oppervlak ingebed in de driedimensionele euclidische ruimte, met slechts één kant. Het werd onafhankelijk van hem ontdekt door Johann Benedict Listing, rond dezelfde tijd. Möbius was de eerste die homogene coördinaten in de projectieve meetkunde introduceerde. De Möbius-transformatie, belangrijk in de projectieve meetkunde, en de Möbius-functie dragen ook zijn naam. Hij droeg ook bij aan de getaltheorie.
De stelling van Chasles-Möbius is ook naar hem genoemd.

## Leven
August Ferdinand Möbius studeerde eerst Rechten, maar van 1809 tot 1814 wiskunde aan de Universiteit van Leipzig. Hij promoveerde bij Johann Friedrich Pfaff op De computandis occultationibus fixarum per planetas (Berekening van stereclipsen door planeten). In 1815 verkreeg hij zijn Habilitation door sterrenkundig werk. Een jaar later werd hij buitengewoon hoogleraar en Observator van de sterrenwacht van Leipzig, op aanbeveling van Carl Friedrich Gauss, en in 1848 directeur van die sterrenwacht.

## Publicaties
- (de)  Der Barycentrische Calcul: ein neues Hülfsmittel zur analytischen Behandlung der Geometrie (Barycentrische analyse: een nieuw hulpmiddel voor de analytische behandeling van de meetkunde) zie hier, Leipzig (1827)
- (de)  Lehrbuch der Statik. 2 Bde. Leipzig (1837)
- (de)  Die Elemente der Mechanik des Himmels. Leipzig (1843)

## Zie ook

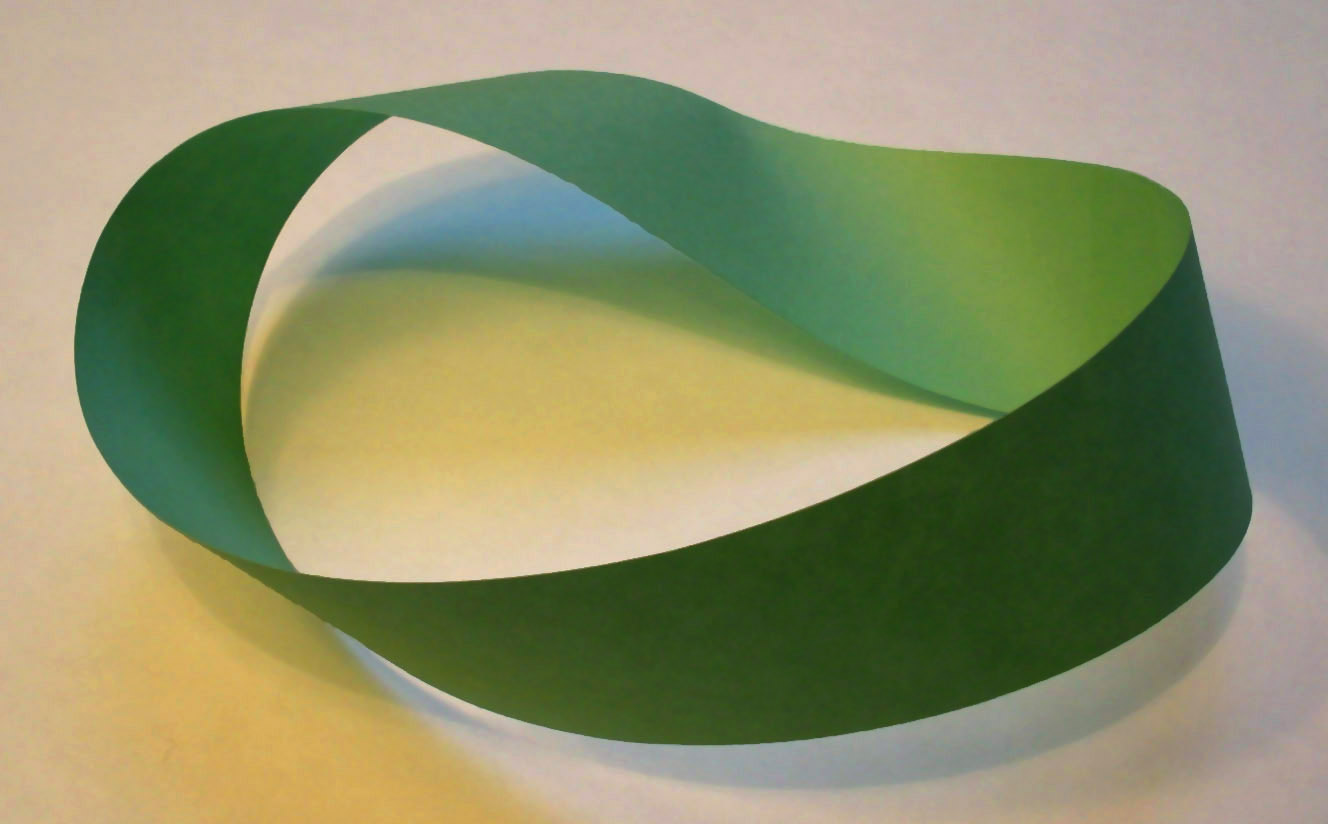
Een Mobiusband heeft maar één kant.